# 倉持若菜
倉持若菜（日语：／ Kuramochi Wakana，4月10日—）是日本女性聲優，群馬縣出身，CLARE VOICE所屬。

## 人物
愛好和特長是空手道和長跑。

## 出演作品
※粗體字為主要角色

### 電視動畫
2020年
- Love Live! 虹咲學園學園偶像同好會

2021年
- SSSS.DYNAZENON（孩子們、女學生γ）
- 青梅竹馬絕對不會輸的戀愛喜劇（竹中加苗）
- 死神少爺與黑女僕（卡芙[2]）
- 吸血鬼馬上死（店員、犰狳寶寶）

2022年
- 天才王子的赤字國家重生術（女官）
- Love Live! 虹咲學園學園偶像同好會 第2期
- 社畜想被幼女幽靈療癒。（幽靈）
- 金裝的維爾梅～瀕臨留級的學生與最強災害掉入魔法世界～（莉莉婭·庫德爾菲特[3]）
- Extreme Hearts（高尾雅）
- SHINE POST（女友）

2023年
- 阿魯斯的巨獸（夏爾特[4]）
- 吸血鬼馬上死2（小敦）
- 不相信人類的冒險者們好像要去拯救世界（店員、櫃台小姐）
- 英雄王，為了窮盡武道而轉生～而後成為世界最強見習騎士♀～（莉潔洛特·阿爾希亞[5]）
- UniteUp! 眾星齊聚（京子）
- 轉生貴族的異世界冒險錄～不知自重的眾神使徒～（貝拉）
- 謊言遊戲（彩園寺更紗[6]、影武者）
- 死神少爺與黑女僕 第2期（卡芙[7]）
- AI電子基因（女學生A）
- 其實，我是最強的？（麗莎[8]）
- 公司的小小前輩（花岡）
- 星靈感應（女學生）
- 哥布林殺手II（戰女神神官）

2024年
- 北海道辣妹金古錐（翼〈小孩〉）
- 死神少爺與黑女僕 第3期（卡芙[9]）
- 蔚藍檔案 The Animation（格黑娜風紀委員）
- 擅長逃跑的殿下（榮）

2025年
- 來到棒球場捕捉我吧！（近藤貴紗[10]）
- 瞬間治癒卻被當成廢物踢出隊伍的天才治療師，改當無照治療師快樂過活（夏綠蒂）

### 遊戲
2019年
- 一騎學園～進擊！當千的魔法少女～

2023年
- 怪物彈珠（寧寧）
- 碧藍航線（聖馬丁號）

2024年
- 神魔召喚 GS（響姫マーレット）
- 哥布林殺手 另一冒險者 夢魘盛宴（賣冰的少女）
- 逆轉奧賽羅尼亞（妮努爾塔）

2025年
- 優米雅的鍊金工房 ～追憶之鍊金術士與幻創之地～ (優米雅)

## 外部連結
- （页面存档备份，存于）（日語）